# Maria Lohela
Maria Tuulia Lohela (nacida el 11 de junio de 1978 en Nivala) es una política finlandesa. Fue elegida parlamentaria por de la circunscripción del sudoeste de Finlandia en 2011. Pertenece al partido Futuro Azul. Se desempeñó como presidenta del Parlamento desde 2015 hasta 2018.

## Carrera política
Lohela fue miembro del Ayuntamiento de Turku desde 2009 hasta 2012. Fue elegida para integrar el Parlamento por primera vez en las elecciones parlamentarias de 2011. Fue miembro del Comité Asesor de Asuntos Exteriores y del Instituto de Política Exterior durante 4 años, hasta 2015. Desde 2014, también se desempeñó como vicepresidenta del grupo parlamentario de los Verdaderos Finlandeses.
Después de conservar su asiento en el Parlamento después de las elecciones parlamentarias en 2015, Lohela fue nombrada portavoz en mayo de 2015, a la edad de 36 años. Por lo tanto, es una de las parlamentarias finlandesas más jóvenes que asumen esta función.
Cuando los Verdaderos Finlandeses presentaron a Lohela para que sea presidenta del Parlamento, la prensa en sueco en particular destacó las abrumadoras demandas de Lohela sobre el unilateralismo de Finlandia y la política de inmigración. Lohela dijo que las palabras pronunciadas en aquel momento eran ahora parte de la historia.
En marzo de 2016, recibió severas críticas de otros partidos políticos finlandeses cuando, como portavoz, recibió a su colega de habla sueca, Urban Ahlin, y se negó a hablar en sueco.
Lohela ha anunciado que no se presentará a las elecciones parlamentarias de 2019.

## Vida privada
Lohela tiene una licenciatura en Humanidades por la Universidad de Turku con una licenciatura en traducción e interpretación en inglés. Vive con su esposo en Varissuo, Turku. 